# Der Mönch (Roman)

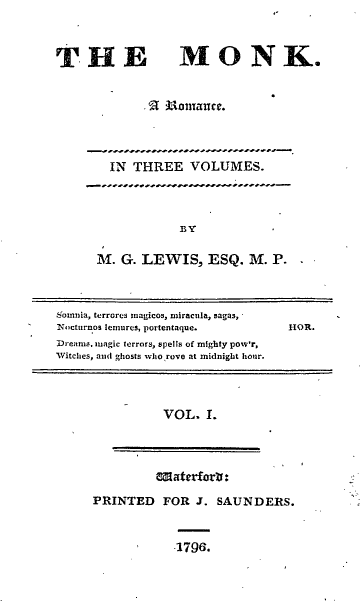
Titelblatt einer frühen, jedoch nicht der ersten Ausgabe, die Lewis noch anonym veröffentlichte

Der Mönch, Originaltitel The Monk – A Romance, ist ein Schauerroman (engl. Gothic Novel), von Matthew Gregory Lewis (1775–1818) aus dem Jahr 1796. Das Werk wurde zunächst anonym, in drei Bänden veröffentlicht.
Die Gothic Novel zählt, unter anderem aufgrund der ungewöhnlich direkten Darstellung von Gewalt und Sexualität, sowie der schwarzhumorigen Gesellschaftskritik, zu den meistverkauften und einflussreichsten Werken innerhalb der Englischen Romantik. Schockierend waren für die damaligen Leser insbesondere die Blasphemie, satanistische und sadistische Elemente, der Inzest zwischen Halbgeschwistern und der Matrizid. Mittlerweile gilt The Monk als Meisterwerk und Genreklassiker des englischen Horrorromans.
Aufgrund des überwältigenden Erfolges seines umstrittenen Erstlingswerkes, wurde Lewis danach oft Matthew Gregory „Monk“ Lewis, oder einfach „Monk“ Lewis genannt.
Das Werk hatte großen Einfluss auf die Entwicklung des Horrorgenres und wirkte sich auf die Werke zahlreicher Autoren und anderer Kunstschaffender auf, oder wird von ihnen zitiert.

## Veröffentlichung

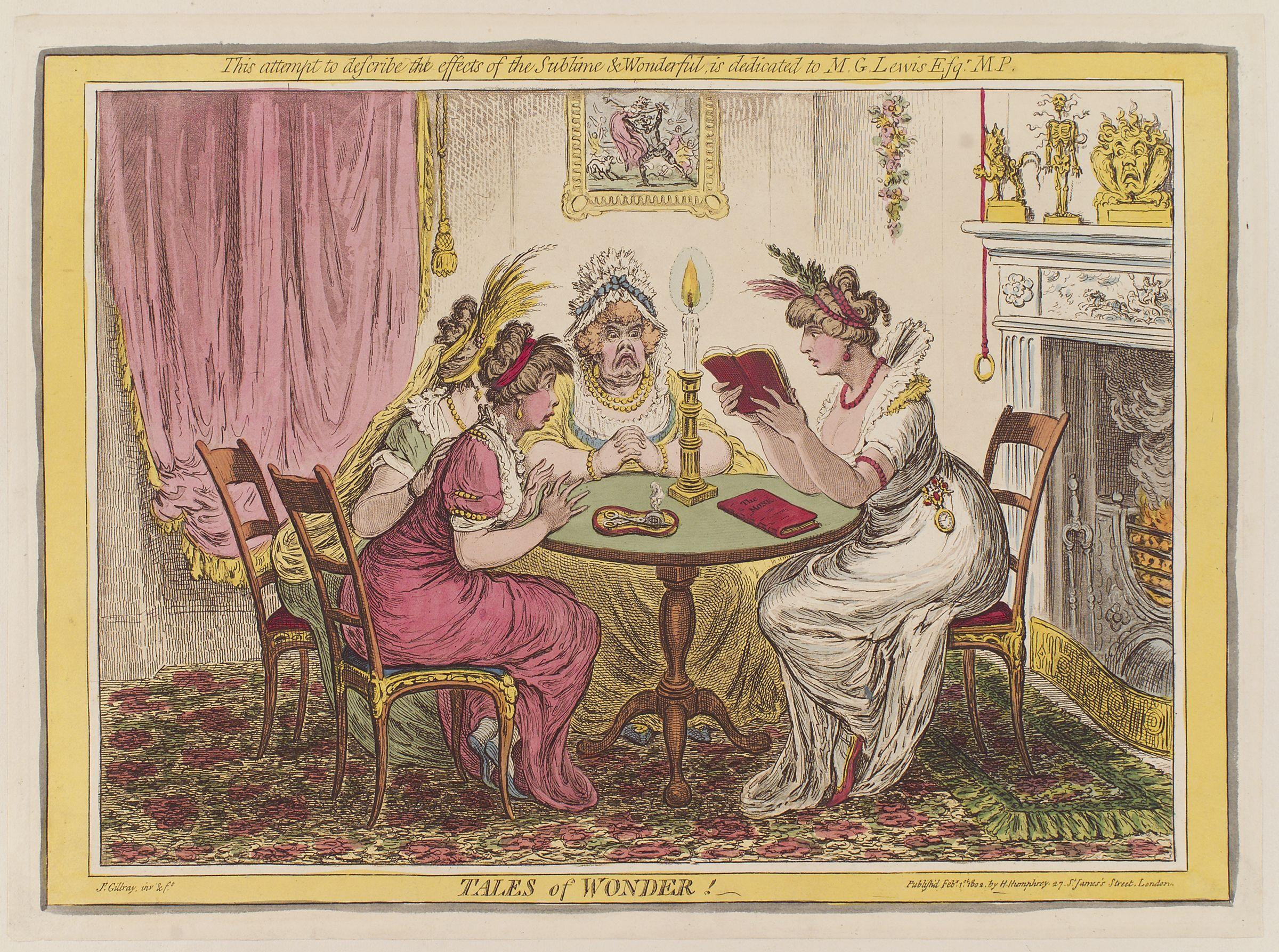
Illustration von James Gillray, der Frauen bei der Lektüre des Buches darstellt und das Werk M.G. Lewis widmet

Als Kulturattaché des britischen Botschafters, lebte Lewis von Mai bis Dezember 1794 in Den Haag. In dieser Zeit schrieb der damals 19-Jährige das gesamte Werk in nur zehn Wochen.
Der Roman wurde im Folgejahr, am 12. März 1796, anonym veröffentlicht und sofort kontrovers diskutierte und von Kritikern angegriffen. Es handelte sich um das erste Werk von Lewis, der zu diesem Zeitpunkt erst 19 Jahre alt war und wenige Monate später, als Abgeordneter (Member of Parliament) für Hindon ins Parlament gewählt wurde. Umstritten war The Monk wegen seiner sozialkritischen Komponente, sowie des beißenden Spotts, der sich zudem über religiöse Aspekte des damaligen Lebens lustig macht. Der Roman ist nicht nur das bekannteste und meistverkaufte Werk von Lewis, sondern wird bis heute zu den berühmtesten Werken der britischen Schauerromantik gezählt.
Wer die erste Übersetzung ins Deutsche angefertigt hat, ist nicht mehr nachvollziehbar. Die erste deutschsprachige Ausgabe erschien 1799 anonym. Eine vollständige Neuübersetzung wurde 1964 im Karl Rauch Verlag veröffentlicht.

## Inhalt
Lewis präsentiert seine Geschichte in drei, als separate Bücher gedruckten Teilen. Die Handlung der beiden, teilweise parallel verlaufenden Geschichten überschneidet sich mitunter, während die Geschichte von Raymond und Agnes zusätzlich in Rückblenden erzählt wird. Der Mönch ist in insgesamt zwölf Kapitel unterteilt, wobei Teil eins und zwei je drei Kapitel haben, während der letzte Teil mit sechs Kapiteln der längste ist.

### Zusammenfassung

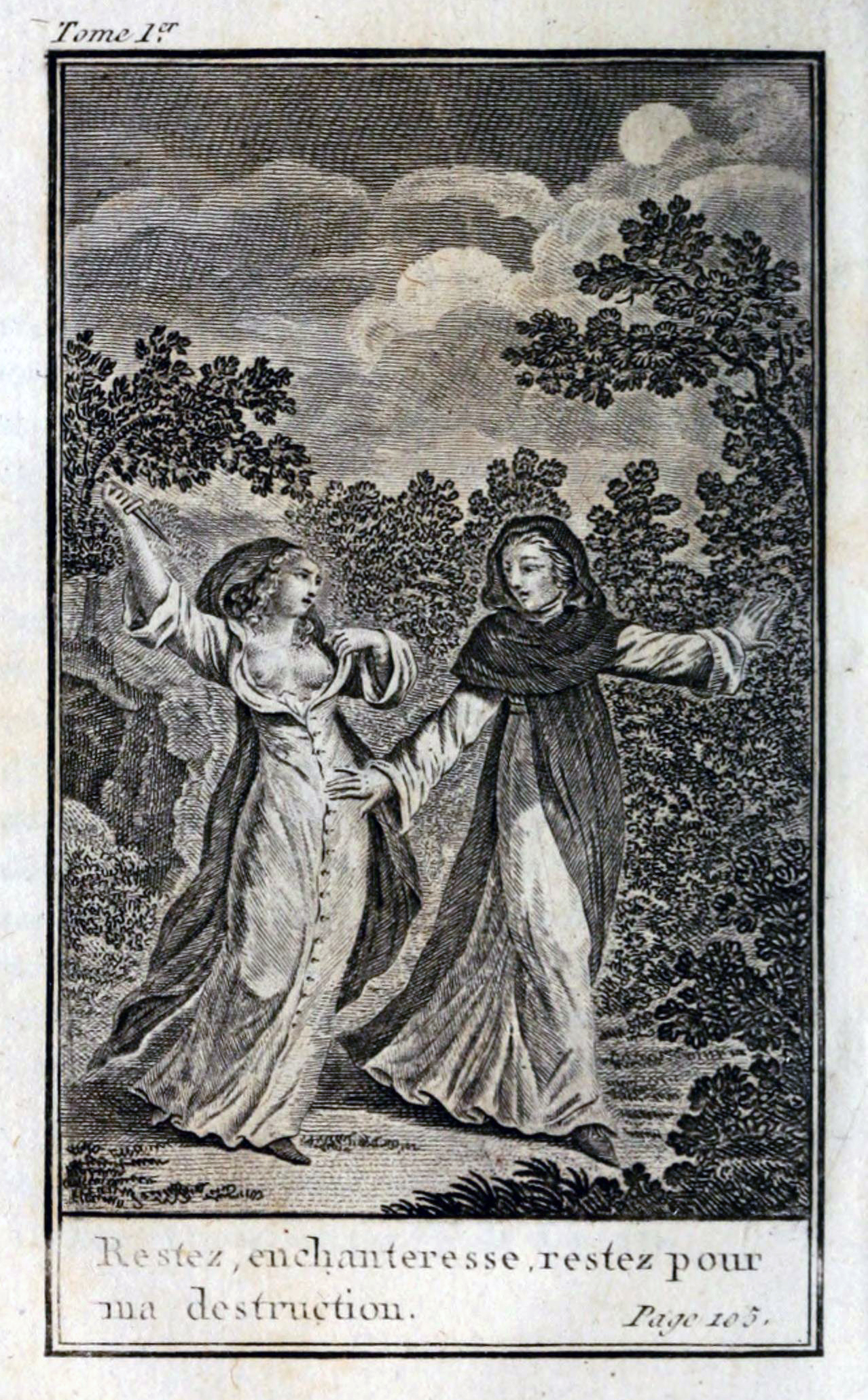
Darstellung von Mathilde und Ambrosius in einer französischen Ausgabe von 1811

Der Mönch Ambrosius lebt zur Zeit der Spanischen Inquisition in einem Kloster in Madrid, wo er unter anderem für die Ausbildung der Novizen verantwortlich ist. Er ist beliebt, gilt als fromm und genießt darüber hinaus das Ansehen eines wortgewandten Predigers. Doch Ambrosius ist auch hochmütig und eitel, so dass er von Gott auf die Probe gestellt wird. Durch Mathilde, einen weiblichen Dämon in Menschengestalt, wird der Mönch in Versuchung geführt. Sie steht mit dem Satan im Bunde und sorgt dafür, dass der Mönch gegen das Zölibat verstößt und sich auf eine sexuelle Beziehung mit ihr einlässt. Schon bald begehrt er Antonia, ein junges Mädchen vom Lande, und entwickelt einen fragwürdigen, lasterhaften Lebensstil. Da er sich im Laufe der Geschichte in Intrigen verstrickt und sich schließlich (unter anderem) des Mordes und der Vergewaltigung schuldig macht, wird Ambrosius schließlich hart für seine Sünden bestraft.
Der zweite Handlungsstrang befasst sich mit der Nonne Agnes, die im selben Kloster wie Ambrosius lebt und heimlich mit ihrem Verlobten ihre Flucht plant. Ambrosius entdeckt einen Brief und erfährt, dass sie fliehen will, da sie ein Kind erwartet. Er übergibt Agnes und ihren Brief der strengen Klostervorsteherin, die Agnes mit sadistischer Härte bestraft. Sie lässt die Agnes einkerkern, foltern und hungern und zwingt sie dazu, ihr Kind allein im Verlies des Klosters auf die Welt zu bringen. In Rückblenden erfahren die Leser, wie es zu der Verbindung der Liebenden kam und aufgrund welcher Interessen sie voneinander getrennt wurden. Ihr Neugeborenes stirbt in dem Verlies, aber Agnes wird von ihrem geliebten Raymond gerettet, den sie am Ende heiratet.

### Personen

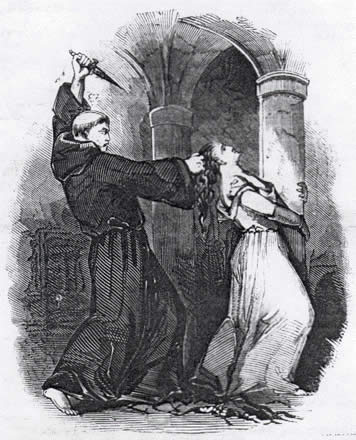
Gewalt, sowie Mord, ist auch Thema der Illustrationen, mit denen „The Monk“ veröffentlicht wurde

#### Hauptfiguren
- Ambrosius, der Mönch, scheint im ersten Moment noch gottesfürchtig und fromm zu sein, verfällt jedoch der Sünde, indem er sich mit Mathilde einlässt. Die Begegnung der beiden markiert den Beginn seines Abstiegs.

- Antonia, das junge, naive Mädchen vom Lande ist kürzlich mit ihrer Mutter in die Stadt gezogen. Die Begegnung mit Ambrosius wird ihr zum Verhängnis.

- Mathilda, die Verführerin, die zunächst als Rosario auftritt, will Ambrosius zur Sünde verführen und hat damit durchaus Erfolg. Sie untersteht dem Teufel und hält satanistische Zusammenkünfte in den Katakomben unter dem Kloster ab.

- Agnes, die Nonne, die Gefangene des Klosters wird, nachdem die Äbtissin von ihrer Schwangerschaft und ihren Fluchtplänen erfährt.

#### Weitere Personen
- Elvira, die Mutter von Antonia, setzte ihr erstes Kind aus und ist mit ihrer Tochter nach Madrid gekommen, um wegen Pensionsansprüchen vorzusprechen.
- Leonella, die Tante von Antonia, die mitunter auch als ihre Anstandsdame agiert, z. B. beim Kirchbesuch.
- Don Lorenzo de Medina, der ältere Bruder von Agnes, ist mit ihrem Verlobten befreundet und bemüht sich mit ihm gemeinsam, sie aus dem Kloster zu befreien. Er hat selbst sich in Antonia verliebt, was sich als tragische Geschichte erweist, da es Ambrosius gelingt, sie in seine Gewalt zu bringen.
- Don Raymond ist der Sohn eines Marquis, der sich als Alphonso d’Alvarada ausgegeben hat, um unerkannt zu bleiben. Er hat sich heimlich mit Agnes verlobt. Die Tatsache, dass der voreheliche Sex zu ihrer Schwangerschaft geführt hat, obwohl sie als Nonne im Kloster lebt, stellt die Verbindung der beiden auf eine schwere Probe.
- Äbtissin Agatha steht für eine antiquierte und brutale Auslegung der Bibel. Sie herrscht und straft erbarmungslos und wird von ihren Untergebenen gefürchtet.
- Theodore, der Diener von Raymond ist ein Jugendlicher, der erstmals in der Vorgeschichte im zweiten Buch auftritt.

### Gedichte im Text
Die folgenden Gedichte, die in einem separaten Inhaltsverzeichnis angekündigt werden, sind Teil des Textes:
- In Nachahmung des Horaz (Originaltitel: Imitation of Horace)
- Das Lied der Zigeunerin (The Gipsy’s Song)
- Inschrift in einer Einsiedelei (Inscription in an Hermitage)
- Durandarte und Belerma (Durandarte and Belerma)
- Liebe und Alter (Love and Age)
- Das Exil (The Exile)
- Hymne zur Mitternacht (Midnight Hymn)
- Der Wasserkönig (The Water-King)
- Serenade (Serenade)
- Alonzo der Tapfere und die schöne Imogine (Alonzo the Brave and Fair Imogine)

## Rezeption

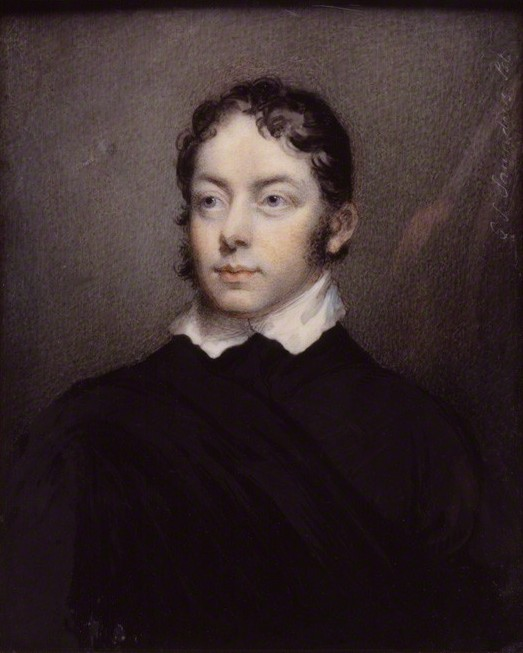
Matthew Gregory Lewis profitierte von dem Skandal, den Der Mönch auslöste und es zu einem der meistverkauften Bücher einer Zeit machte.

Renommierte Kritiker wie Samuel Taylor Coleridge trugen durch ihre offene Ablehnung zur großen Verbreitung der Gothic Novel bei. Kritikpunkte wie Blasphemie und Obszönität, trugen nicht nur zur Skandalträchtigkeit von „The Monk“ bei, sondern auch zu dessen ungeheurem Erfolg.
The Monk war bereits nach seiner Erscheinung umstritten und wurde so scharf angegriffen, dass sein Autor, in der dritten Ausgabe selbst eine als besonders anstößig empfundene Passage entfernte, um seine Gegner durch diese Selbstzensur zu besänftigen. Inhaltlich ging es darum, dass eine der handelnden Personen sagt, dass es, aufgrund der Darstellungen von Sünde, im Grunde keine ungeeignetere Lektüre für junge Damen gäbe, als die Bibel, die dazu geeignet sei, die zu lasterhaftem Verhalten anregen und Leidenschaften wecken könne. Es ist Elvira, die Mutter von Antonia, die ursprünglich auf Seite 247 äußerte, selbst die Annalen eines Bordells wären vermutlich nicht weniger geeigneter Lesestoff.

„‘That prudent mother, while she admired the beauties of the sacred writings, was convinced that, unrestricted, no reading more improper could be permitted a young woman. Many of the narratives can only tend to excite ideas the worst calculated for a female breast: everything is called plainly and roundly by its name; and the annals of a brothel would scarcely furnish a greater choice of indecent expressions... [it] but too frequently inculates the first rudiments of vice, and gives the first alarm to the still sleeping passions.“

## Literarische Vorbilder
Bei den hier zitierten Werken, Autorinnen und Autoren handelt es sich um eine Auswahl;
- Horace Walpole: Das Schloss von Otranto, von 1764[18][16]
- Christian Heinrich Spieß: Das Petermännchen, von 1791[18]
- Ann Radcliffes Schauerroman Udolphos Geheimnisse, von 1794[15][19]

## Einfluss auf spätere Werke
The Monk beeinflusste das Werk zahlreicher Kulturschaffender. Zustimmung erfuhr der Roman unter anderem von Marquis de Sade, dessen Werk später ebenfalls für die Verknüpfung von Erotik und Gewalt bekannt wurde. Lewis persönlicher Bekannter, Lord Byron, erwähnte die Gothic Novel lobend in seinem 1809 erschienenen, satirischen Gedicht English Bards and Scotch Reviewers.

## Adaptionen
Bei den hier genannten Werken, die unterschiedlichen Bereichen der Kunst angehören, handelt es sich um eine Auswahl;
- 1815/16 E. T. A. Hoffmanns Roman Die Elixiere des Teufels nutzt dieselbe Grundidee und nennt das Werk namentlich (in Kapitel sechs)[21]
- 1854: La nonne sanglante Oper von Charles Gounod[22]
- 1972: Der Mönch und die Frauen (Originaltitel: Le moine), Adonis Kyrou
- 2011: Der Mönch (Originaltitel: Le moine), Dominik Moll